# زبان کومانچی
زبان کومانچی یک زبان یوتو-آزتک است که مردم کومانچی بدان سخن می‌گویند. مردم کومانچی اندک زمانی پس از اینکه در سال ۱۷۰۵ دارای اسب شدند از قبیله شوشونی جدا شدند و از این رو زبان آن‌ها با زبان شوشونی شباهت بسیار دارد.